# 你的名字。
（臺灣前譯《你的名字》）是日本動畫導演新海诚編劇與執導、於2016年8月26日在日本首映的动画电影。影片由田中将贺担任人物设计、作画导演为安藤雅司、劇中音樂則由搖滾樂團RADWIMPS負責製作，影星神木隆之介與上白石萌音分別為片中男女主角配音。本作與《天氣之子》、《鈴芽之旅》被稱作新海誠的“災難三部曲”，故事敘述居住在東京的少年立花瀧與糸守町出身的少女宮水三葉，偶然發現彼此的意識會互換至對方身上後，所延伸的連串奇異際遇，該作品亦和作者新海誠2019年發行的《天氣之子》故事有交岔關係。
本作是新海诚第一次採用製作委員會方式的作品。該片上映後連霸日本數週票房冠軍，日本與海外地區的票房總和達3.8億美元，成為新海诚執導生涯中最高票房成績的作品。電影發行後佳評如潮，媒體和影評家讚譽電影裡的視覺藝術、動畫、音樂、角色魅力和情感張力。本片獲得西班牙錫切斯影展最佳動畫長片獎等電影獎榮譽。衍生作品《小說 你的名字》榮獲2017年SUGOI JAPAN Award娛樂小說部門首獎。本作獲得的廣泛迴響帶動了電影相關地點的觀光業發展，還被收錄進日本於2023年審核通過、2024年啟用的小學五年道德教科書（文部科學省審定教科書），列為介紹日本傳統文化裡的動畫領域範例作品之一。

## 劇情
鄉下少女宮水三葉與都市少年立花瀧，偶會在睡覺時發生突發性的靈魂互換，過著對方的一天，而又會於再次睡覺時交換回來，在隔日醒來時兩人感覺做夢一般，各自忘卻昨日發生的種種。兩人苦於這種情況，便開始使用筆記本手寫、手機打字記錄，或甚至直接寫在自己身上等方式，試圖與被交換的對方建立聯繫，雙方並為對方建立了各式生活規範，避免對方或自身的正常生活受到非預期的影響。
2013年9月29日，操控著三葉身體的瀧，看到新聞報導每隔1200年造訪地球一次的彗星即將再次到來，接著便出門與奶奶、妹妹一起去山上祭神，奶奶一路上對操控著三葉身體的瀧說了許多這1200年來的神話及傳說，包括世系以來具有靈魂交換體質的故事，時間流逝與逆轉的故事，如何見到不同時空的人的故事，以及人與神如何建立連結的故事等。在山上祭神過程中，操控著三葉身體的瀧，留下了由三葉製作的口嚼酒，並在睡覺時回到了自己的身體。
2013年10月4日，三葉用自己的身體參加夜間祭典並順便觀賞彗星，沒想到彗星核心碎片破裂砸下，造成三葉所在鄉村飛驒市糸守町遭到全面摧毀覆滅，三葉與五百餘位村民當場死亡，而在東京的瀧則發現與三葉靈魂互換的情況消失了，但卻再也無法以任何方式聯繫上三葉。想要知道真相的瀧決定直接到糸守町找三葉，了解到底發生了什麼事。
當瀧到了糸守町才得知，原來三葉故鄉糸守町早已毀滅於三年前的彗星災害，而由於現在真實時間實為2016年，與糸守町的毀滅時間對不上，瀧才發現與三葉交換靈魂時，實際上中間有三年的時間落差，瀧每次的靈魂交換實際上都是回到2013年，三葉每次的靈魂交換實際上都是前往2016年，瀧想起交換靈魂時，三葉奶奶對自己所說的各式神話與傳說，決定到山上找當時利用靈魂交換時留下的口嚼酒，打算嘗試用口嚼酒回到過去。
瀧成功利用口嚼酒回到2013年10月4日早上，操控三葉身體的瀧，與三葉的好友訂定了拯救村民的計畫任務，但瀧卻把任務交付給好友執行，自己則跑到山上去找2016年時在同地點操控瀧身體的三葉，跑去的過程中想起在初二時曾經遇到當時還不認識的三葉並得到她給的結繩，由於奶奶所述的傳說奏效，瀧與三葉成功的跨時空在差距三年的同地點黃昏見到面，並同時將靈魂交換回來，由於兩人知道靈魂交換之下的事會逐漸淡忘，因此協議在對方手上寫下自己名字，瀧將喜歡三葉的告白寫在三葉手上，輪到三葉寫時，三葉僅寫了一筆畫，跨時空的效果便失效，兩人又被分離回了2013年與2016年，兩人誰也沒能寫下自己的名字。
時間再次來到2013年10月4日晚上，回到自己身體的三葉，與好友利用了一些伎倆，成功疏散了糸守町村民躲過彗星災害，三葉與所有村民都活了下來，原本三葉與五百餘位村民當場死亡的歷史正式被改寫，接著瀧與三葉都各自回到自己的生活，瀧日後在東京面試了幾家公司，而三葉則朝著夢想進京努力著。
時間來到2021年，彗星災害過後八年，瀧偶然察覺了似乎熟悉的身影，穿梭在陸橋上以及滿載上班族人潮的電車中，而三葉也有同樣的感覺，也覺得有熟悉的身影穿梭在周邊，經過一次在不同輛電車上偶然的瞥見，雙方意識到了彼此，瀧與三葉各自在最近站下電車試圖尋找彼此，最終，兩人正要再次錯過之時，不忍再次錯過的瀧開口問道：「我是不是在哪裡見過你？」，三葉含淚回答「我也是」，最終，雙方笑著對問：「你的名字是？」

## 人物
立花瀧（／ Tachibana Taki）
聲：神木隆之介（日本）；喬資淯（臺灣，2024年重映）
本作男主角。2016年時17歲，生活在東京市中心的東京都立神宮高等學校2年級生。放學後在意大利餐館打工，與同事暗戀店內奧寺前輩。私下擅長素描，對建築和美術有興趣，也擅長打籃球。生日為12月1日。
為人脾氣衝動、有正義感，跟三葉交換身體的期間曾多次替她打抱不平。
在睡梦中不经意地与（2013年，三年前的）宫水三叶交换身体后互相了解、認識，最後喜歡上了三葉。在初二时曾经得到当时并不认识的三叶给的结绳，作为信物而随手绑带。後期為了改變三叶的命运，飲用當年三葉製作安置在洞窟裡的口嚼酒，讓意識回到2013年附於三叶的身體，引導糸守町居民躲過彗星的災難（但卻在分身之時結束後，逐漸忘了三葉的名字和關於三葉的記憶）。
在大学毕业后正在寻找与建筑业相关的工作，在改变了三叶命运的五年后，与三叶重逢。
根据新海诚访谈中得知瀧和三葉已经结婚，在《天气之子》官方小说中也有暗示（立花奶奶家中有孙子的结婚照）。
宮水三葉（／ Miyamizu Mitsuha）
聲：上白石萌音（日本）；邱涵菲（臺灣，2024年重映）
本作女主角。2013年時17歲、實際比瀧大3歲，住在深山鄉間小鎮糸守町的岐阜縣立糸守高等學校2年級生。兒時母親二葉因病逝世，跟還是小學生的妹妹宮水四叶一起在家族世代經營的「宮水神社」擔任巫女，與外祖母共同生活，身為町長的父親則離家在外。生日為12月1日。
性格直率，对神社家業和父亲的选举活动等事情感到反感。和朋友们对这狭小的城镇叹息，憧憬着東京的華麗生活。
在睡梦中不经意地与（2016年，三年後的）立花泷交换身体，体验了一番东京大都市生活。在交换期间与瀧互相了解，最终喜歡上了瀧。曾经在彗星灾难前一天去东京找到当时是初二生的瀧，但对方在那時還不认识三叶，而三叶只给他留下了自己的束发结绳。
故事中原本在2013年被彗星分裂出來的隕石擊中不幸罹難，後被立花泷拯救而改變了命運（但卻在分身之時結束後，逐漸忘了瀧的名字和關於瀧的記憶）。八年后与瀧重逢。
新海誠在劇場小冊第2集對片中眾人後日談的答覆「三葉活用絲絛和裁縫技藝，從事服飾相關的工作，像服裝設計師等等。因通勤上下班則一個人住。並且一直單身。」
根据新海诚访谈中得知瀧和三葉已经结婚，在《天气之子》官方小说中也有暗示（立花奶奶家中有孙子的结婚照）。
宮水一葉（／ Miyamizu Hitoha）
聲：市原悦子
三叶的外祖母，2013年當時82歲。宫水神社现任神職。
在三叶的母亲去世、父亲離家后，抚养三叶和四叶。年輕時曾「做夢」，但是記憶卻已經消逝，相當注重宮水神社的傳統。
新海誠在劇場小冊第2集對片中眾人後日談的答覆「外祖母在東京跟四葉一起住不是嗎？或離糸守町不遠處過活也說不定，願她長壽。」
奧寺美紀（／ Okudera Miki）
聲：長澤雅美
打扮漂亮的女大学生，泷的打工餐廳前輩，是包括泷在内的男性員工們的憧憬對象。發覺瀧的改變，因此曾經對瀧抱持好感。但後來也察覺到瀧開始在意的不是自己。有吸菸的習慣。
2021年在大型服飾連鎖千葉分店上班，出差順便找瀧敘舊，已婚並秀出戒指，期許彼此都能夠幸福。
敕使河原克彦（／ Teshigawara Katsuhiko）
聲：成田凌
三叶的同班同学，暱稱「敕使」，2013年當時17歲。喜歡神祕學說，隱性的機械宅。对当地从事建筑业的父亲抱着复杂的心情。对三叶的事情很在意。和名取早耶香终成情侣，在2021年與名取早耶香結婚并且商量买房事宜（在漫畫中勅使和早耶繼續討論結婚典禮舉辦的地方，並且有提到之前聚餐三葉看起來心情不好。相应情节剛好和電影裡瀧在準備面試時聽到他們的對話並且回頭的場景做銜接）。在《天气之子》中也有短暫登場。
名取早耶香（／ Natori Sayaka）
聲：悠木碧
三叶的同班同学，暱稱「早耶親」，2013年當時17歲。青梅竹马般的好友。文静且有常识。暗恋敕使河原。姊姊在町役場（町公所）担当广播。和敕使河原克彦终成情侣，在2021年與敕使河原克彦結婚并且商量买房事宜（在漫畫中勅使和早耶繼續討論結婚典禮舉辦的地方，並且有提到之前聚餐三葉看起來心情不好。相应情节剛好和電影中瀧在準備面試時聽到他們的對話並且回頭的場景做銜接）。在《天气之子》中也有短暫登場。
藤井司（／ Fujī Tsukasa）
聲：島崎信長
泷的同班同学。看上去很冷静却意外的有喜欢照顾人的一面，和泷一样对建筑有兴趣。後來與奧寺一起陪同瀧前往糸守町尋找三葉。
已有結婚對象，在故事尾聲中其無名指上帶有戒指。新海誠在劇場小冊第2集回答對象是奧寺的可能性「說到底是裏設定，不過有考慮司與奧寺前輩訂婚。」
高木真太（／ Takagi Shinta）
聲：石川界人
泷的同班同学。大塊头却有清爽的性格。常与泷和司一同在下课后到咖啡店去。
宮水四葉（／ Miyamizu Yotsuha）
聲：谷花音
三叶的妹妹，2013年當時9歲，小学4年级，和姐姐关系亲密，外貌可爱，有点小幽默。和外祖母、三叶一起在神社帮忙家业，两人共同参加节日活动，制作口嚼酒供奉神体，在2021年為17歲高中生。在《天气之子》中也有短暫登場。
宮水俊樹（／ Miyamizu Toshiki）
聲：寺杣昌紀
三葉的父親，宫水家入赘的上门女婿。糸守町町長，年齡比二葉大12歲，2013年當時54歲。
原是出身奈良望族學者、本名溝口俊樹（／），探訪當地民俗時結識二葉而入贅宮水家，為此不惜和家族鬧翻、毀棄所指定的恩師孫女婚約，也辭去大學工作。
無法接受妻子因病去世仍當作巫女而非普通人對待，故不再擔任宮水家的神職，離家自居並利用宮水氏在當地是前領主的影響力、選擇從政，藉近代權力結構轉型近現代統治機構，來改變這依靠信仰的小鎮。在瀧以三葉的身份向其告知即將發生的灾难時，以往常態度對待三葉(瀧)並發生爭執，而後察覺到女兒與他人交換了身份。在回想起自己来到这里后的一生，发现这一切如同冥冥中注定的，之后决定以“演习”的名义疏散而拯救了村民，也领悟到妻子临终时的遗言。
宮水二葉（／ Miyamizu Futaba）
聲：大原沙耶香
一葉的女兒、三葉與四葉的母親。在三葉還小的時候因罹患自體免疫性疾病過世，最後臨走前留下了「這不是離別。」的遺言。在世時為宮水神社巫女，彷彿就像有神靈住在她的體內，而二葉也會接受鎮民的諮詢，並時常以非常準確有系統的方式回答，頗受鎮民倚賴。
瀧之父
聲：井上和彥
與瀧同住、在霞關上班。
敕使河原之父
聲：茶風林
當地建築公司老闆，與町長有政商關係。
敕使河原之母
聲：加藤有花

小雪老師（／）
聲：花澤香菜
三葉學校的古典文學教師。名字的日文讀音、聲優、教授科目以及長相引發臆測，而且片中也在講授《萬葉集》詩句，由此推导认为是影射新海诚编导的另一部作品《言葉之庭》的女主角雪野百香里，而海外英文版也直接了當地称呼为。
秋月孝雄
新海诚编导的另一部作品《言葉之庭》的男主角，在本作作為彩蛋人物出現在成年的三葉搭乘的列車中。

## 製作團隊
- 原作、监督、脚本：新海诚
- 角色设计、開場作画監督及原画：田中将贺
- 作画监督、角色设计：安藤雅司
- 作画監督：黃瀨和哉
- 開場原画：錦織敦史、谷口淳一郎、岩崎泰介、瀧本祥子、大舘康二、落合瞳
- 音樂：RADWIMPS
- 演出：居村健治
- 闪回演出、原画、攝影：四宮義俊
- 脚本協力：加納新太
- 小道具設定、原画：岩崎泰介
- 巫女舞蹈創作、編舞：中村壹太郎
- 美術監督：丹治匠（日语：丹治匠）、馬島亮子、渡邉丞
- 美術設定：高橋武之
- 美術設定協力：瀧口比呂志
- 美術背景：小原まりこ、友澤優帆[23]、中島健太[24]、Mateusz Urbanowicz[25]等
- 色彩設計：三木陽子
- 色指定檢查：仲條貴子
- 攝影首席：福澤瞳
- 3DCG首席：竹内良貴
- 執行製作人：市川南、川口典孝、大田圭二
- 聯合執行製作人：井上伸一郎、弓矢政法、畠中达郎、善木準二、坂本健
- 企画、監製：川村元气
- 製片：古泽佳宽
- 聯合製片：武井克弘、伊藤耕一郎
- 執行製片：酒井雄一
- 音樂製作人：成川沙世子
- 音响监督：山田阳（Sound Team Don Juan）
- 音响效果：森川永子
- 效果助手：林佑樹
- 錄音：八卷大樹
- 錄音助手：椎葉ひかる
- 音響制作：Sound Team Don Juan
- 方言監修：加藤有花
- 後製錄音室：studio Don Juan
- 杜比混音室：東寶片場
- 劇中使用曲作曲：村山二朗、櫻井隆仁、牧野奈津子、UNI-PEX
- 音樂混音師：菅井正剛、澤本哲朗、Tom Lord-Alge（英语：Tom Lord-Alge）、長谷川巧
- 音樂指導：山口一樹
- 弦樂器協力：德澤青弦
- 音樂編輯：金貞陽一郎
- 音樂協力：藤澤囃子保存会、深澤惠梨香
- 數位測試中心：IMAGICA
- 動畫制作協力：The Answer Studio
- 取材協力：平田組紐、Shared Terrace、四谷須賀神社、国立新美術館、森大廈等
- 協力：Zenrin、Mapion等
- 宣傳製作人：豐澤康弘、水木雄太、弭間友子
- 官方寫手：渡邊水央
- 鳴謝：岩井俊二、三坂知繪子、松下慶子、石井朋彦等
- 補助：独立行政法人日本藝術文化振興會文化藝術振興費補助金[26]
- 發行：东宝
- 动画制作：CoMix Wave Films
- 製作：《你的名字。》製作委員會（東宝、Comix Wave Films、KADOKAWA、JR東日本企画、雅慕斯、voque ting、羅森HMV娛樂）

## 製作

### 源起
東寶在映像事業部負責發行《言葉之庭》之際即傳達長期合作意圖，由於CoMix Wave Films自己沒法應付更具規模作品，因此慶功宴時社長川口典孝告知下次全都交給東寶辦理，而日本全國23家戲院上映就有1.3億日圓票房佳績，讓東寶認為導演非新海誠莫屬。2013年秋企畫啟動，2014年春正式洽商相關事宜。只是不光尊重導演的作家性，也得考量賣座需求、該有現場能跟他議論的人才行，東寶最當紅的川村元氣於是加入。2014年夏開始製作。
其實早在《星之聲》那時東寶驚服新海才能，當時董事（現社長）帶著川村登門造訪尋求合作卻鎩羽而歸；雖然如此，仍對時任董事的川口表達「希望有朝一日能一起工作」，結果成真。

### 構思
作品劇情方面上，新海誠最初的方向並非以單純戀愛題材為主，而想採用「有著見面的命運但遲遲無法相見的兩人」；一種較不平常的「Boy meets girl」風格故事。其中過去2014年新海誠替教育機構「Z會」補習班製作的廣告動畫短片《十字路口》，被新海誠作為此影片的原型。
作品靈感之中，平安時代的小野小町的一首和歌「梦里相逢人不见，若知是梦何须醒。纵然梦里常幽会，怎比真如见一回。」給予新海誠許多劇情上的發想。而其它諸如押見修造的《我在麻理體內》、高橋留美子的《亂馬½》、平安時代小說《真假鴛鴦譜》、澳洲小說家格雷格·伊根短篇合輯《Oceanic and Other Stories》裡頭一篇名為〈保險庫〉（The Safe-Deposit Box）的故事等等以性別轉換、或身份交換題材漫畫小說皆有作為新海誠的參考題材。
新海誠表示出道14年間（截至2016年）不斷嘗試錯誤，像《追逐繁星的孩子》或《言葉之庭》等等製作中每週也會聽取周圍對劇本的看法；此次特別重視劇本，以方向性強的製作人川村元氣為中心、徹底聽從其意見，並花了半年跟製作團隊開會改良。例如影片開頭三葉的糸守生活不能多於15分鐘，就得切換到瀧那邊以免枯燥；劇情數起高潮（climax）中，黃昏之時相見於原始劇本是兩個分開場景，整合成同一橋段輪流顯現等，皆出自川村的建議。自承過去長篇作品《雲之彼端，約定的地方》、《追逐繁星的孩子》都掌握不了兩小時片長內容，但這回頭一次有掌控的感覺。
起初影片的暫定片名包含有《若知是夢（暫）－男女取替早物語》、和《分身戀人》等等，影片製作人之一的伊藤耕一郎提議使用「你的名字」。雖然新海誠等人一度對於「你的名字」和同樣原名為的名影劇《請問芳名》撞名而無法決定，在重讀劇本下才確定此建議片名與內容相符，且加上句號要跟《請問芳名》有別。
片中的關鍵因素提阿瑪特彗星（／ Tiamato suisei）純屬虛構，彗星名稱取自古代美索不達米亞宗教中創世神祇之一的「迪亚马特」；其1200年週期是要跟堪稱千年一次的東日本大震災連結比擬。

### 設計
擔任本次作品角色設計的田中將賀是過去新海誠在動畫《十字路口》合作的夥伴，因當時田中將賀另需要參與別部劇場動畫《好想大聲說出心底的話。》製作，而無法額外擔任此片作畫監督一職。新海誠隨後想到安藤雅司是自己先前就覺得很好的人選，而試著與對方聯繫。安藤雅司認為，講究細膩動作表現的自己與角色設計上較美型的田中將賀合作會是個有趣嘗試，便接下此任務。在製作時兩人也有著職務互相切換情況，如安藤雅司另處理了影片裡男女主角於身份互換情況下時；在神情與姿態模樣方面的角色設計，田中將賀亦擔任影片開頭段落部份的作畫監督。
在過程當中，新海誠原欲設定三葉有暗戀的異性，但川村元氣指出這樣會讓人「興致缺缺」，於是改換到瀧，奧寺就此誕生。安藤雅司覺得有特別花一番功夫處理的角色為奧寺，因要著重表現出她身為成年女性的魅力；田中將賀也認為最能凸顯出他作畫風格的角色應是奧寺。
一些新海誠和田中將賀過去製作、或參與的動畫作品，也有成為角色靈感來源或是直接安排串場。如瀧的高校朋友高木真太；其角色印象來自田中將賀擔任角色設計的2011年電視動畫《我們仍未知道那天所看見的花名。》裡登場的「波波」久川鐵道。
三葉班上教古典文學史的小雪老師，即前作《言葉之庭》女主角雪野百香里，依據該故事年表在2013年9月初，雪野辭去原本高中教職，而片中登場時黑板顯示9月3日；此為新海誠要給以前就看過他作品的觀眾能有突發驚喜、以及劇情想像空間的安排。不過製作人伊藤耕一郎看法是若同一人在時間軸方面有點不合，就當作平行世界。
至於三葉友人敕使河原跟早耶香的原型，來自《小說 言葉之庭》所提及相澤祥子的朋友敕使河原、早耶香，新海誠強調這樣並不表示兩作品角色設定有關聯。

### 場景
劇中男主角立花瀧的平日活動區域大量採用東京都新宿區一帶實有的場景，如他平日通勤上學往返為新宿車站與四谷車站，過場畫面的新宿警察署附近之地景；劇情裡他與奧寺的約會段落中則安排了六本木新城的展望台、國立新美術館、以及新宿的外苑區域出現，在三葉前往東京尋找瀧時採用了夕陽時的代代木車站景色。
結尾前，已入社會的瀧與三葉於JR中央線交錯的列車中發現對方，之後分別從新宿車站南口及千駄谷站出發，於須賀町中徘徊並互相找尋對方；最後以位於四谷的須賀神社前階梯處作為最後收尾場景。
三葉所居住的糸守町雖在設定上是位於飛驒一帶的虛構城鎮，但劇中瀧一行人前往糸守鎮時則有取用飛驒古川站以及該車站附近的實有場景；包括位於後站的氣多若宮神社、前站的飛驒市圖書館、以及飛驒古川站北方靠近角川站的落合巴士站等。糸守湖的最初灵感来源是位于新海诚出生地小海町的松原湖，場景則是諏訪市一帶的諏訪湖作為參考。
另外，瀧在打工的義大利餐館名稱，為《言葉之庭》義大利版片名。新海誠受訪透露是美術背景決定的，认为既然與一大群美術師共事，有些東西就放手給他們來點創意樂趣，日本觀眾可能不懂，卻仍不失一個小彩蛋。
- 剧中男主角立花泷打工的餐馆在现实中是一家名为“Cafe La Bohéme”的咖啡店。
- 四谷車站是劇中接近瀧的居所、以及與奧寺會面的地點。
- 被安排展示飛驒景色照片的國立新美術館。
- 瀧調查糸守鎮遭流星撞擊事故資料的飛驒市圖書館。
- 糸守湖的範本諏訪湖。
- 結局中，瀧與三葉相認的須賀神社。
- NTT DoCoMo代代木大厦。
- 信濃町站人行天橋。

### 音樂
負責影片音樂的RADWIMPS為新海誠喜愛的樂團，他們是在動畫發行前2年期間接收到影片策劃川村元氣的電子郵件邀請而促成合作。
初期新海誠的便提出需要26首左右曲子，其中包含插入歌、片尾曲及其它配樂多數由主唱野田洋次郎完成，而樂團吉他手桑原彰及貝斯手武田祐介也分別擔咖啡廳場景或前往飛驒探索真相等段落情節配樂。
新海誠是先將分鏡圖交給RADWIMPS觀看來讓對方參考做出配樂，並且會特別配合對方創作的曲子內容來截短或增加動畫段落長度。而新海誠另曾反應出之前RADWIMPS於2006年發表的單曲〈兩人的事情〉；裡頭的一句歌詞「就把一生唯一的空間穿越用在這吧」是個能與此篇動畫世界觀連結的內容，而讓RADWIMPS創作能較好拿捏方向，雙方花了一年多在調整音樂和劇本上。
對於野田洋次郎而言，在片尾曲〈沒有怎麼樣〉中「再多一點點，只要再多那一點點就好」此段描述即將逝去事物美感的歌詞；便是自己的歌能與動畫內容產生共同點時候。而新海誠也特別將該段歌詞以及另首插入歌〈Sparkle〉裡的「華麗地掙脫」歌詞引用到自己撰寫的動畫原作小說上。

### 配音
在考慮到劇中男主角瀧要用女性化言詞來對談場面，新海誠想到神木隆之介是能應付此情況的配音人選。上白石萌音則是新海誠會面多位女演員後，確定能呈現出女主角三葉形象而被挑選，而她過去在電影《窈窕舞妓》裡的演出也被新海誠認為是個類似三葉故事背景的角色。
對於神木隆之介而言，在原來身份的瀧、與內在變為三葉的瀧兩者之間，要用不同音調搭配且仍要維持住原來瀧的風格是一件挑戰。而同樣要應付在劇中兩人交換身體時必須以男孩子的口吻說話的上白石萌音，也參考了一些男子演出影集；其中包含神木隆之介主演的《還有第11人！》。

## 主題與解讀
新海誠在2022年的訪談中，說明《你的名字》、《天氣之子》與該年上映的《鈴芽之旅》都和東日本大震災相關，同時呈現人力無法幫助的巨大力量正在降臨，其中《你的名字》、《天氣之子》都是隱喻著東日本大震災，《鈴芽之旅》則是直接觸及東日本大震災的議題，他還將瀧與三葉的關係形容為「『命運紅線』」的愛情關係」。新海誠稱道，電影裡每1000年出現一次的彗星也是隱喻週期性災難意義上的地震。然而當時的他還沒有準備好把地震本身直接畫出來，而且認為觀眾也不想看到它。認為自己無法很好地表達出來，稱即使不直接描述地震，《你的名字》仍可以將它當作一個比喻。
《動畫新聞網》的理查·伊森庇斯（英語：Richard Eisenbeis）在評析《鈴芽之旅》的文章中，稱《你的名字》、《天氣之子》、《鈴芽之旅》採用了相同的三幕式結構：第一幕為介紹超自然現象，充滿了輕鬆愉快的喜劇；第二幕中，一個重大的威脅被揭示出來，事情變得越來越嚴重，而且似乎已經沒有退路了；第三幕同時是最終幕，隨著主角為奪回失去的東西而戰鬥，第二幕中無法預料的後果和真相將一一揭露。
日本科幻科學漫畫家兼作家柳田理科雄則著眼分析瀧與三葉失去彼此的記憶後，於劇情尾聲再度重逢的橋段，柳田解析兩者再次相遇的機率，稱瀧與三葉當時分別搭乘中央線快速列車和總武線普通列車，這兩條列車路線各別的下一站則是新宿站與千駄谷車站，離開列車尋找對方，最終在東京四谷的須賀神社第49個階梯再會，但是用智慧手機計算瀧離開檢票口的新宿站南口步行到須賀神社的距離和時間，總共是「2.6公里，38分鐘」，從千馱谷站出發的三葉也需要步行1.4公里、耗時22分鐘才能抵達須賀神社，加上途中經過岔路口（含十字路口、T字路口等型態路口）、選擇正確路線的機率影響，兩者同時碰面的機率352杼9208垓2022京1946兆分之1，比一次打出26位密碼難度高3.5倍，再加計步行速度與各自選擇路線的距離長短的因素，實際的相遇難度反而比正確猜出34位密碼還要難三倍，他更形容瀧與三葉的重逢為「宇宙之間最強的緣分」。

## 上映

於2015年12月10日公開的首版電影海報。兩人背影有點像《秒速5公分》，但畢竟故事結局不同，第2版就朝向正面。

### 試映
《你的名字。》首場的公開試映會，是在2016年7月3日於美國洛杉磯舉行的Anime Expo2016年展覽會上全球首次公開，當時有超過3400位觀眾提前觀看整部電影，試映後新海誠監督也透露了電影製作的一些細節並與觀眾互動。
在日本的首場試映則是2016年7月7日於东京都内举行，當時新海誠與相關演員特別穿著浴衣登場。

### 日本國內
比起新海誠的前一部作品《言葉之庭》在日本全國只有23間電影院播放，《你的名字。》則被安排約有300間電影院播放。
製片團隊原預估在日本的票房成績約為《言葉之庭》的1.5億日圓10倍，亦即15億日圓；首週上映便躍上當週排行榜首且達到12億日圓成績。有趣的是，當票房超過50億日圓、著眼突破百億時，新海誠惶恐自認沒有如此實力，感到有點困擾。
之後在2016年9月23日——電影上映後28日内，在日本票房成績突破100億日元，成為首部非吉卜力工作室製作而能達成100億日元票房的動畫電影，並在上映8週左右期間達到超過150億日圓，且在第9週陸續超越原先列在日本歷代電影票房排行前十名內的《阿凡達》、《崖上的波妞》，成為日本歷代國產電影第5名。《你的名字。》在日本上映9週內保持票房第一的佳績，直到第10週才跌到第二名。然而從第11週開始再次攀上日本週末電影票房冠軍寶座，第14週再次位居第二名。
到第14週時，累積票房已突破194億日圓，確定打破1997年宮崎駿《魔法公主》193億紀錄，至第15週，打破2004年宮崎駿《霍爾的移動城堡》196億日圓記錄，登上日本影史第二名，更在12月5日，票房突破200億日圓，成為繼《神隱少女》之後第二部票房突破200億日圓的國產電影。
乘此熱潮，IMAX版於2017年1月13日上映，新海誠藉出席本片在美國洛杉磯先行上映宣傳活動期間，至IMAX公司檢視處理影片效果。
上映第22週，《你的名字。》在時隔9週後重返週末票房冠軍寶座。
| 週末統計                         | 觀影人次 | 觀影人次   | 票房收入    |
| -------------------------------- | -------- | ---------- | ----------- |
| 第1週（2016年8月27日、28日）     | 第1名    | 96萬人     | 12.8億日圓  |
| 第2週（9月3日、4日）             | 第1名    | 203.5萬人  | 25.9億日圓  |
| 第3週（9月10日、11日）           | 第1名    | 181.9萬人  | 24.2億日圓  |
| 第4週（9月17日、18日）           | 第1名    | 217.4萬人  | 28.6億日圓  |
| 第5週（9月24日、25日）           | 第1名    | 154.7萬人  | 20.2億日圓  |
| 第6週（10月1日、2日）            | 第1名    | 134.9萬人  | 17.0億日圓  |
| 第7週（10月8日、9日）            | 第1名    | 130.2萬人  | 17.0億日圓  |
| 第8週（10月15日、16日）          | 第1名    | 65.7萬人   | 8.5億日圓   |
| 第9週（10月22日、23日）          | 第1名    | 76.6萬人   | 10.0億日圓  |
| 第10週（10月29日、30日）         | 第2名    | 59.5萬人   | 7.8億日圓   |
| 第11週（11月5日、6日）           | 第1名    | 60.9萬人   | 7.8億日圓   |
| 第12週（11月12日、13日）         | 第1名    | 39.6萬人   | 5.2億日圓   |
| 第13週（11月19日、20日）         | 第1名    | 37.9萬人   | 4.9億日圓   |
| 第14週（11月26日、27日）         | 第2名    | 39.8萬人   | 5.1億日圓   |
| 第15週（12月3日、4日）           | 第2名    | 36.7萬人   | 4.7億日圓   |
| 第16週（12月10日、11日）         | 第5名    | 43.3萬人   | 5.4億日圓   |
| 第17週（12月17日、18日）         | 第6名    | 29.7萬人   | 3.9億日圓   |
| 第18週（12月24日、25日）         | 第7名    | 32.8萬人   | 4.3億日圓   |
| 第19週（12月31日、2017年1月1日） | 第3名    |            |             |
| 第20週（1月7日、8日）            | 第3名    |            |             |
| 第21週（1月14日、15日）          | 第2名    | 12.5萬人   | 1.7億日圓   |
| 第22週（1月21日、22日）          | 第1名    | 12.4萬人   | 1.7億日圓   |
| 累計（2017年1月22日為止）        |          | 1815.3萬人 | 235.6億日圓 |

2022年，為了慶祝新海誠的次作《鈴芽之旅》於11月11日正式發行，《鈴芽之旅》電影官方推特公佈9月30日在日本全國41家IMAX戲院限期播映《你的名字》、《秒速五公分》、《天氣之子》三部電影。

### 日本以外
臺灣於2016年10月14日先行上映連續三天口碑場，於2016年10月21日正式上映，在10月28日增加戲院後，全臺總共67間戲院上映，之後與日本同步上映IMAX版。首輪上映至2017年2月9日，二輪電影於2017年2月10日無縫接軌上映。。2024年，電影排定在該年9月13日重映，並重新進行國語版配音，國語版與日文版將同步上映。
香港和澳門於2016年11月11日公映。
中國大陸則在可能对日本进口电影设限和疑似DVD内审版本偷跑的情况，仍能安排送審引進，并成功通过，定檔于2016年12月2日，此乃新海誠作品首次於中國大陸院線放映；也被看作是“2016年中日集中交流月”活动之一。后本片档期被延长1个月，為进口日片首例。。電影下檔後，於2024年7月18日重映，由於票房熱賣排定延長放映日期至該年9月18日，適逢918事變紀念日，相關消息引起中國網友批評，甚至出現希望代理商出面道歉的意見。
韓國則是會先於第21屆釜山國際電影節上放送，並於2017年1月4日公開。
美国與加拿大也已於2017年4月7日公映。
歐洲部份，西班牙则先在第64屆聖賽巴斯提安國際影展上展出，英國與法國則分別在2016年11月、12月期間上映。

### 票房
日本方面，票房累積至250.3億日圓，為日本歷代電影票房第五名，日本國產電影第三名。
台灣方面，上映一天只有三場的口碑場，全台票房達新台幣1350萬元；正式上映後，首週票房累計至新台幣6400萬元，上映十天全台票房破億；2016年11月28日，全台票房破2億元；2016年12月31日，全台票房來到2.43億元；最終全台票房為新台幣2.5億元，並成為臺灣影史日本電影票房冠軍，直至2020年才由《鬼滅之刃劇場版 無限列車篇》超越《你的名字。》總票房成為新紀錄。
泰國方面，於2016年11月10日上映，上映首週既成為周末票房冠軍，達22,996,714泰銖的成績，更勝當地同期上映的《地獄》約一倍。
香港方面，於2016年11月11日上映，開畫後成為第46週香港週末票房冠軍，累計上映四天已超過700萬港元，成功在亞洲拿下周末票房四冠王。截至2016年12月21日，香港票房累計超過3000萬港元，超越《神隱少女》香港票房，並僅次於《STAND BY ME 哆啦A夢》，成為香港史上最高票房收入的2D日本動畫電影和最賣座的日本動畫電影第二名。
英國與愛爾蘭方面，在2016年11月24日聯合上映，總計兩地單日放映廳數及票房皆創日本動畫電影新高。
中国大陆方面，于2016年12月2日上映，片方公布首日票房7502万人民币，并在次日零时超过亿元，在首週周末票房以2億8231萬人民幣成功拿下中國大陸第49週周末票房冠軍。2017年2月，中國大陸票房達到5.76億人民幣，接连打破先前《STAND BY ME 哆啦A夢》创下的日本電影在華史上最高票房紀錄，和《大鱼海棠》创下的2D动画电影中国大陆史上最高票房纪录。2024年7月19日再度於中國大陸重映，上映後票房超過5000万元人民币（日幣10億）。
韓國方面，於2017年1月4日正式上映，並擊敗蟬聯兩周票房冠軍的《偷天對決》，奪得首日韓國票房冠軍。

## 反應

### 評價
根据評論匯總网站爛番茄汇总的116篇评论文章，98%的评论家给予该作正面评价，平均打分为8.2分（满分10分）。该网站总结的评论家共识是“《你的名字。》动画精美，情感令人满足，为编剧兼导演新海诚的电影作品增添了又一精彩篇章。”，在該站2017年度榜單上，《你的名字。》位居第33名。Metacritic基於26條評論计算出加权平均分81分（滿分100分），代表「普遍好評」同時獲得「必看佳作（Must-See）」標籤，將影片列為該站的年度榜單第60名兼年度最佳動畫第7名。

#### 日本國內評價
吉卜力工作室影片製作人鈴木敏夫提出在觀賞這部片時，法國作家安托萬·德·聖-修伯里生前曾提到的「人類到最後仍牽掛著的，就是名為『希望』這樣的毛病。」這句話好幾次在他腦海裡浮現著。電影導演岩井俊二認為新海誠的作品可比雷內·馬格利特的畫作《庇里牛斯山的城堡》（The Castle in the Pyrenees），且有著更高的境界，而此片可謂他過去至今集大成的作品。過去與新海誠在《言葉之庭》合作的歌手秦基博表示著對於不知要花上多少構思，才能表現出像本片如此內容感到震撼。
岡田斗司夫認為新海誠不採曲高和寡方式，用傻瓜也能看懂、傻瓜看了也會哭泣的這種眾人易理解手法而讓本片熱賣。新海誠對此次作品大賣深感偶然，在於年輕人有巨大需求而適時填上這空白，誠屬幸運。NHK節目《今日焦點》調查30歲以上觀眾，從公開1週後占31.4%，到第14週時已至49.3%，顯示衰退較少、不光年輕人也受中高年齡層歡迎。
漫畫家江川達也批評此片以專業角度來看沒有有趣的地方、沒有表現個人特質且缺乏可賣要素；而支持此片影迷對於反方批評的鄙視行為，讓他覺得根本是一部法西斯主義電影。導演是枝裕和接受專訪，反思日本電影危機則感到該片賣座要素有點堆疊過盛。科幻小說家山本弘在個人推特表示雖然這是部好影片，但片中對於彗星運行路徑的描述有誤，缺了一筆畫龍點睛效果。2022年10月，動畫評論家藤津亮太分析此片，稱電影不僅結合新海誠過往作品的元素與採用三個故事線的敘事，還表示自從電影發行以來，動畫電影界有越來越多的意識到光線的美術、加入了幻想元素的青春作品、播放插曲的場景的動畫電影作品，更評論此片的複雜性造就《你的名字》不僅是2010年代的代表作。
《你的名字》發行後，日本影視新聞評論網站「Cinematoday」在2022年12月的評析文章寫道，《你的名字》、《龍與雀斑公主》、《ONE PIECE FILM RED》都出現將電影與樂曲的深度結合、樂曲兼做為電影宣傳的協同效應，加上樂曲本身和作品被報導，樂曲專輯的廣告等作為宣傳，這同時造就電影和相關音樂都成為熱門的現象。

#### 國際評價
《你的名字》在歐美英評圈獲得正面為主的評價，在媒體綜合評分中，《Total Film》的凱文·哈雷（英語：Kevin Harley）、《帝國雜誌》的丹·喬林（英語：Dan Jolin）、《每日電訊報》的羅比·科林（英語：Robbie Collin）給出滿分的評分，分別寫道：「準備好被吸引走吧。一部讓人心潮澎湃的腦筋急轉彎片，新海令人目眩的浪漫主義充滿了情感和發明」、「一部分是身體互換喜劇，一部分是異地戀，一部分是……別的東西，如果你今年只看一部日本動畫長片，那就看這部吧，而且不只一次」、「理解它的唯一方法就是自己遊歷其中，感受自己的心在這兩個交織的生命中編織，敬畏地凝視那些流星劃過天空的銀色弧線」。《奧斯汀紀事》的史蒂夫·戴維斯（英語：Steve Davis）在評析文章給予本片4.5顆星（滿分5顆星），指稱電影裡出現了諸如《玩咖尬宅爸》、《辣媽辣妹》、《我的意外爸爸》等喜劇電影出現互換身分的元素，讓瀧和三葉用從未想像過的方式，使用他們的另一個自我狀態來豐富對方的生活，直至瀧得知三葉實際上已死於三年前彗星撞擊糸守町的災難後，發生意想不到的巨大轉折，令電影超越世俗和帶來情感吸引力，稱道：「鑑於其非線性結構，《你的名字》需要你的信任，但一旦你相信編劇/導演新海的專家之手，回報就會到來。（毫不奇怪，這部電影是日本歷史上票房第四高的電影。）」。影評網站「RogerEbert.com」的布萊恩·塔萊里科（英語：Brian Tallerico）在滿分4顆星的標準中給出3.5顆星的評分，稱讚本片「這是一部美麗而迷人的作品，雖然開局有點坎坷，但卻以驚人的勢頭走向了激動人心、有力的結局。而且你一整年都看不到更好看的動畫電影。」。
《華盛頓郵報》的麥克·奧沙利文（英語：Michael O'Sullivan）對本片的評價褒貶不一，給出2顆星（滿分4顆星）的評分，形容本片為「浪漫青春版的《辣媽辣妹》」，評論道：「《你的名字》依然備受關注，即使這個神秘的年輕成人愛情故事令人厭膩——或令人困惑。」。相較之下，《西雅圖時報》的湯姆·基奧（英語：Tom Keogh）給予較嚴厲的評論，他在影評中稱讚電影裡城市和自然環境的密度和複雜性非常獨特，融合了近乎攝影和夢幻般的感覺，還有賦予角色的一點魅力，但批評「幾乎沒有理由說明為何觀眾應該關心莫名其妙地交織在一起的年輕男女主角的不幸事件，以及令人困惑的高潮和可預測的尾聲」，稱道：「這對觀眾來說是一個很大的收穫，儘管《你的名字》的某些方面令人愉悅，但毫無疑問，新海誠這部過度充實的電影經常被自己绊倒。」。
2017年度的「CriticsTop10」整彙影評文章的統計結果表明，本片在該站搜集的44篇影評的年度十佳電影清單中榜上有名，其中有3篇將其排在第一。2022年4月，日本網路雜誌《Japan Web Magazine》評選30部不限年份的最佳日本動畫電影，《你的名字》排名第3名。本片於同年《Paste (magazine)》評選前100名不限年份的最佳日本動畫電影排名第29名、Metacritic影史百大動畫電影排名第96名。同年5月在《漫畫書資源網》彙整的爛番茄精選最佳日本動畫電影榜單裡排名第4名。線上娛樂新聞網站《Screen Rant》根據《MyAnimeList》的評分，選出2010年代十大日本獨立動畫電影，本片排名第2名。2023年，本片被列入爛番茄發表「根據爛番茄評論家評比，100部不限時間的最佳日本動畫電影」排行榜，截至2023年6月名列第4名。同年8月在爛番茄整理出「2010年代最佳50部動畫電影排行榜」名列該榜單的第15名。

### 獲獎記錄

#### 日本國內
| 獎項                               | 獎項                                    | 表彰對象                             | 結果 | 來源                    |
| ---------------------------------- | --------------------------------------- | ------------------------------------ | ---- | ----------------------- |
| 第20屆日本新媒體動漫藝術節         | 動畫部門 大賞                           | 你的名字。                           | 獲獎 | [ 190 ]                 |
| 第29屆東京國際影展                 | ARIGATO獎                               | 新海誠                               | 獲獎 | [ 191 ]                 |
| 第40屆山路文子文化獎               | 山路文子文化獎                          | 新海誠                               | 獲獎 | [ 192 ]                 |
| 第71屆每日電影獎                   | 最佳動畫電影獎                          | 你的名字。                           | 獲獎 | [ 193 ]                 |
| 第71屆每日電影獎                   | TSUTAYA×Filmarks電影粉絲獎 日本電影部門 | 你的名字。                           | 獲獎 | [ 193 ]                 |
| 第59屆藍絲帶獎                     | 最佳影片獎                              | 你的名字。                           | 提名 | [ 194 ]                 |
| 第59屆藍絲帶獎                     | 最佳導演獎                              | 新海誠                               | 提名 | [ 194 ]                 |
| 第59屆藍絲帶獎                     | 特別獎                                  | 你的名字。                           | 獲獎 | [ 195 ] [ 196 ] [ 197 ] |
| Newtype×Machi★Asobi動畫獎2015-2016 | 作品獎（劇場上映部門）                  | 你的名字。                           | 1位  | [ 198 ]                 |
| Newtype×Machi★Asobi動畫獎2015-2016 | 主題曲獎                                | 前前前世（RADWIMPS）                 | 2位  | [ 198 ]                 |
| Newtype×Machi★Asobi動畫獎2015-2016 | 音樂獎（伴奏）                          | 你的名字。（RADWIMPS）               | 2位  | [ 198 ]                 |
| Newtype×Machi★Asobi動畫獎2015-2016 | 導演獎                                  | 新海誠                               | 3位  | [ 198 ]                 |
| 第41屆報知電影獎                   | 作品獎                                  | 你的名字。                           | 提名 | [ 199 ]                 |
| 第41屆報知電影獎                   | 特別獎                                  | 你的名字。                           | 獲獎 | [ 199 ]                 |
| 第58屆日本唱片大獎                 | 特別獎                                  | RADWIMPS                             | 獲獎 | [ 200 ]                 |
| 第29屆日刊體育電影大獎             | 最佳電影                                | 你的名字。                           | 提名 | [ 201 ]                 |
| 第29屆日刊體育電影大獎             | 最佳導演                                | 新海誠                               | 獲獎 | [ 201 ]                 |
| 第40回日本電影金像獎               | 話題獎                                  | 你的名字。                           | 獲獎 | [ 202 ] [ 203 ]         |
| 第40回日本電影金像獎               | 優秀動畫作品獎                          | 你的名字。                           | 提名 | [ 202 ] [ 203 ]         |
| 第40回日本電影金像獎               | 優秀導演獎                              | 新海誠                               | 提名 | [ 202 ] [ 203 ]         |
| 第40回日本電影金像獎               | 最優秀劇本獎                            | 新海誠                               | 獲獎 | [ 202 ] [ 203 ]         |
| 第40回日本電影金像獎               | 最優秀音樂獎                            | RADWIMPS                             | 獲獎 | [ 202 ] [ 203 ]         |
| 日經Entertainment 2016             | 年度人物大獎（Hit Maker of the Year）   | 新海誠                               | 獲獎 | [ 204 ]                 |
| 第31屆日本金唱片大獎               | 年度最佳原聲帶專輯                      | 你的名字。                           | 獲獎 | [ 205 ]                 |
| 第11回聲優獎                       | 主演男優獎                              | 神木隆之介                           | 獲獎 | [ 206 ]                 |
| 第11回聲優獎                       | 主演女優獎                              | 上白石萌音                           | 獲獎 | [ 206 ]                 |
| 第11回聲優獎                       | synergy獎                               | 你的名字。                           | 獲獎 | [ 206 ]                 |
| 第26回日本電影影評人大獎           | 動畫部門 監督獎                         | 新海誠                               | 獲獎 | [ 207 ]                 |
| 第36屆藤本賞                       | 藤本獎                                  | 新海誠、川村元気、川口典孝、古澤佳寛 | 獲獎 | [ 208 ]                 |
| 第22屆AMD獎                        | 優秀獎                                  | 你的名字。製作委員会                 | 獲獎 | [ 209 ]                 |
| VFX-JAPAN獎 2017                   | 動畫電影部門 最優秀獎                   | 你的名字。                           | 獲獎 | [ 210 ]                 |
| 東京動畫獎 2017                    | 監督・演出獎                            | 新海誠                               | 獲獎 | [ 211 ]                 |
| 年度最佳團隊 2016                  | 優秀獎                                  | 你的名字。                           | 獲獎 | [ 212 ]                 |
| Yahoo！檢索大獎 2016               | 電影單元獎                              | 你的名字。                           | 獲獎 | [ 213 ]                 |
| 第12回渡邊晋賞                     | 特別獎                                  | 川村元氣                             | 獲獎 | [ 214 ]                 |
| 第7回拍攝地日本大賞                | 特別獎                                  | 你的名字。×岐阜県飛驒市              | 獲獎 | [ 215 ]                 |
| 第1回動畫合作產品製作大賞          | 綜合大獎 金獎                           | 你的名字。×SUNTORY天然水             | 獲獎 | [ 216 ] [ 217 ]         |
| 第1回動畫合作產品製作大賞          | 動畫CM部門 金獎                         | 你的名字。×SUNTORY天然水             | 獲獎 | [ 216 ] [ 217 ]         |
| 第1回動畫合作產品製作大賞          | 內容協作部門 銀獎                       | 你的名字。×SUNTORY天然水             | 獲獎 | [ 216 ] [ 217 ]         |
| YouTube年度回顧 2016               | 熱門影片（日本）                        | 你的名字。（預告）                   | 提名 | [ 218 ]                 |

#### 日本以外
| 獎項                                    | 獎項                                                                                         | 表彰對象         | 結果 | 來源           |
| --------------------------------------- | -------------------------------------------------------------------------------------------- | ---------------- | ---- | -------------- |
| 第49屆錫切斯影展                        | 最佳動畫長片獎（Award for Best Feature Length Film）                                         | 你的名字。       | 獲獎 | [ 12 ]         |
| 第18屆富川國際動畫節                    | 長篇競賽部門 特別傑出獎（Special Distinction Prize）                                         | 你的名字。       | 獲獎 | [ 219 ]        |
| 第18屆富川國際動畫節                    | 長篇競賽部門 觀眾獎（Audiences Prize）                                                       | 你的名字。       | 獲獎 | [ 219 ]        |
| 第42屆洛杉磯影評人協會獎                | 最佳動畫長片                                                                                 | 你的名字。       | 獲獎 | [ 220 ]        |
| 第60屆倫敦影展                          | 官方競賽片（Official Competition）                                                           | 你的名字。       | 提名 | [ 221 ]        |
| 第13屆女性影評人協會獎                  | 最佳女性動畫                                                                                 | 你的名字。       | 提名 | [ 222 ]        |
| 第11屆亞洲電影大獎                      | 最佳編劇獎                                                                                   | 新海誠           | 提名 | [ 223 ]        |
| 第44屆安妮獎                            | 最佳獨立動畫片獎（Best Animated Feature — Independent）                                      | 你的名字。       | 提名 | [ 94 ] [ 224 ] |
| 第44屆安妮獎                            | 動畫部門 傑出成就獎 （Outstanding Achievement, Directing in an Animated Feature Production） | 新海誠           | 提名 | [ 94 ] [ 224 ] |
| 第21屆衛星獎                            | 最佳動畫或混合媒體功能（Best Animated or Mixed Media Feature）                               | 你的名字。       | 提名 | [ 225 ]        |
| 第12屆KKBOX風雲榜                       | 年度日語歌手                                                                                 | RADWIMPS         | 獲獎 | [ 226 ]        |
| 第36屆布魯塞爾動畫電影節                | 最佳動畫長片觀眾獎                                                                           | 你的名字。       | 獲獎 | [ 227 ]        |
| 第23屆海灣國際卡通節                    | 最優秀監督獎                                                                                 | 新海誠           | 獲獎 | [ 228 ]        |
| 第23屆海灣國際卡通節                    | 最優秀腳本獎                                                                                 | 新海誠           | 獲獎 | [ 228 ]        |
| 第23屆海灣國際卡通節                    | 年度最佳工作室                                                                               | CoMix Wave Films | 獲獎 | [ 228 ]        |
| 第22屆帝國獎                            | 最佳動畫電影                                                                                 | 你的名字。       | 提名 | [ 229 ]        |
| 第14屆國際電影愛好者協會獎              | 最佳動畫電影                                                                                 | 你的名字。       | 提名 | [ 230 ]        |
| 第15屆國際線上影業獎                    | 最佳動畫電影                                                                                 | 你的名字。       | 提名 | [ 231 ]        |
| 第18屆日本博覽會                        | 金達摩獎 最佳動畫獎                                                                          | 你的名字。       | 獲獎 | [ 232 ]        |
| 第18屆日本博覽會                        | 動漫獎 最優秀背景獎                                                                          | 你的名字。       | 獲獎 | [ 232 ]        |
| 第18屆日本博覽會                        | 動漫獎 最優秀成就獎                                                                          | 你的名字。       | 獲獎 | [ 232 ]        |
| 第18屆日本博覽會                        | 動漫獎 最佳原聲帶獎                                                                          | 你的名字。       | 獲獎 | [ 232 ]        |
| 第18屆日本博覽會                        | 動漫觀眾獎 最佳電影和OVA                                                                     | 你的名字。       | 獲獎 | [ 232 ]        |
| 第4屆動畫趨勢獎（Anime Trending Award） | 年度動畫電影獎                                                                               | 你的名字。       | 獲獎 | [ 233 ]        |

另外，該片也入圍了第89屆奧斯卡金像獎最佳動畫長片獎的首輪角逐名單（共27部），但並未進入最後五強名單。

### 現象和影響
電影上映後，作為片中場景來源的飛驒一帶陸續湧入大批動畫迷進行朝聖；參考場景之一的飛驒市圖書館便曾於一日內湧入200名以上外地遊客，也讓飛驒市當地觀光局趁勢規劃出專屬探訪動畫取景地點的旅行路線，而《你的名字。》為飛驒所帶來的觀光效應則被評估上看100億日圓左右。而大量遊客湧入也有部份當地居民對此感到困擾，對此影片的官方網站曾於2016年9月9日發表請各位遊客需自我克制的新聞外、其它像飛驒市圖書館也在館內及官方推特上發佈遊客參觀拍照時需注意的事項公告。
片中在糸守町設有變電所的中部電力是現實中確實存在的企業，因此特地在官方網站上表示劇情所出現的「中部電力糸守變電所」純為虛構，以避免出現不必要的誤會。前田南車站因外觀相似片中三葉準備前往東京時所出發的小站，而被影片迷流傳很可能是場景來源之一。秋田內陸縱貫鐵道為此在2016年10月7日到11月6日期間，特別挪出旗下急行列車森吉號的第3編號班次在該站停留20分鐘，來滿足大眾好奇需求。
糸守湖造型範本諏訪湖其湖畔一旁的立石公園於2016年9月20日發生有人在滑梯發生受傷事故時，之後曾被媒體報導成「動畫《你的名字。》取景的公園出現受傷意外」諸類情況，後續新海誠動畫作品團隊的官方推特則出面澄清「該公園及滑梯並沒有在影片出現」。在影片尚於日本上映期間的2016年9月24日傍晚，札幌當地有數位民眾的行車記錄器拍攝到天空有類似隕石的不明火球物體落下，隨後日本一帶的推特出現多筆「明天起床就能切換到可愛女生身上了」之類內容推文。
雅虎日本新聞部平成編年史：平成時代6部頂級動畫之一。由R. A. Tucker發現的小行星113405以本作中的城鎮糸守町命名為「糸守」（Itomori）。三得利南阿尔卑斯天然水曾以《你的名字》為主題製作廣告。新海誠製作電影與RADWIMPS合作的效果與影響，同時獲得日本音樂界重視，線上音樂串流媒體平台Spotify日本分部企劃推進暨統括盧澤紀子評論「新海誠和樂隊 RADWIMPS 通過深入分享他們作品的主題，已經成為代表日本流行文化的現象。從那個作品開始，便有變化的感覺」。
2023年3月，根據朝日新聞報導，《你的名字》被日本出版社東京書籍列入2024年發行、介紹日本廣泛流傳於世界的傳統文化的小學五年道德教科書中，作為介紹日本動畫的範例作品之一。此前新海誠亦曾被日本的教科書出版社日本文教出版將他製作《追逐繁星的孩子》的過程，記載於令和發行的《高中美術教科書III》（日语：高校美術3（美術Ⅲ））的藝術家創作過程教學單元。新海誠與《你的名字》被收錄在曾主持Podcast節目「吉卜力圖書館」（Ghibliotheque）、撰寫《吉卜力電影完全指南》的廣播人兼作家麥可．里德（英語：Michael Leader）和製片兼作家傑克．康寧漢（英語：Jake Cunningham）著作的《日本經典動畫指南》（英語：The Ghibliotheque Anime Movie Guide: The Essential Guide to Japanese Animated Cinema），做為介紹日本動畫歷史80年期間30名位導演與30部經典動畫的案例。美國作家布蘭登·山德森以《你的名字》獲得創作靈感，撰寫出日式奇幻小說《侑美與夢魘繪師》。
- 飛驒古川站一帶因此片因素而關注度大增。
- 飛驒市圖書館裡特別擺置有關本影片與當地相關簡介、留言簿、便條留言的場所。
- 被認為貌似劇中場景之一的前田南車站。

### 争議
有日本网民贴出一段影片，表示《你的名字。 》中的分镜抄袭宇田鋼之介的《虹色螢火蟲 ～永遠的暑假～》与細田守的《跳躍吧！時空少女》。該片在韓國發行後，有韓國網民在韓國論壇「Theqoo」發表以「新海誠電影出現剽竊韓國電影的爭議」為題的文章，聲稱《你的名字》跟韓國電影《觸不到的戀人》共有7點在劇情上的相似之處，其中包含「男女主角都遇到奇妙的現象而知道彼此的存在」、「男女主角存在於錯開的時空中」、「在過去的時空中，只有一個人知道對方的存在」、「逐漸對彼此產生好感而喜歡上對方」、「不過對方已經因為過去時空的意外而死亡」、「為了阻止這場意外，其中一方想努力告訴另一方這件事」、「未來改變了，雙方也因此重逢」，但也有韓國網民批駁這個説法，聲稱這是因對劇情的過度簡單化而產生的誤解。

### 後續餘波
《你的名字。》獲得廣泛迴響後，新海誠從電影發行期間收穫的眾多意見，獲得構思次作《天氣之子》劇情內容的想法。新海誠在《天氣之子》官方美術設定集裡寫道，大眾針對《你的名字。》提出的意見中，也包含憤怒、接近毀謗的內容，於是讓他決定刻意拍出會激怒他們的部分。及後新海誠在2022年11月接受《週刊Playboy》訪談時再次評論本片，稱《你的名字》發行後沒多久，好萊塢便發生了#MeToo運動，加上時代對娛樂內容的接受度已經發生了很大變化，倘若以現今的角度看待劇裡瀧與三葉互換身體後、醒來揉摸三葉胸部的橋段，將會是不被觀眾接受且會被棄置的設置。
這部電影也讓新海誠與川村元氣、RADWIMPS、神木隆之介建立長時間的合作關係，三者都有參與新海誠在後續發表的作品《天氣之子》（2019年）、《鈴芽之旅》（2022年）。參演本片的上白石萌音、成田凌、悠木碧、谷花音也在《天氣之子》裡再度擔綱演出。

## 後續發行

### 電視播映
2018年1月3日，本片在朝日電視台以主線劇情無刪減版本進行地面電視首播，收視率17.4%。2019年6月30日為宣傳新海誠的次作《天氣之子》，再度於朝日電視台播放，追加《天氣之子》的片頭場面，收視率12.4%。2022年10月28日，因為《鈴芽之旅》於同年11月11日上映，本片在日本電視台的《週五電影院》播出，附加《鈴芽之旅》開頭12分鐘的片段。收視率9.9%。

### 影音平台
《你的名字》後續發佈至Netflix等其他影音平台，2022年12月，Netflix宣佈《你的名字》從電影播放清單下架。根據日本串流平台U-NEXT統計，《你的名字》與《天氣之子》在2022年U-NEXT動畫租賃類年度收視排行榜，分別位居第四名和第八名。

### 電影院複映
2022年，為了慶祝新海誠的新作《鈴芽之旅》於11月11日正式上映，《鈴芽之旅》電影官方推特公佈9月30日在日本全國41家IMAX戲院限期播映《你的名字》、《秒速五公分》、《天氣之子》三部電影。
2023年8月，長野縣佐久市當地唯一的電影院「佐久Am Cinema （日语：佐久アムシネマ）」因為預定在2023年9月14日終止營業，為了感謝長年光顧的顧客與數度在該電影院宣傳電影作品的新海誠，安排從2023年8月18日開始複映《言葉之庭》、《你的名字》、《天氣之子》、《鈴芽之旅》共計4部電影，到閉館日爲止每週放映一部作品。

## 周邊商品

### 原聲帶專輯
RADWIMPS所創作的電影配樂專輯發行後於首週賣出5.8萬張，並曾蟬聯兩週銷售榜首的成績，此亦為RADWIMPS第一張有達到銷售榜首的專輯作品。

### 小說
由新海誠所撰寫的原作小說於電影上映前發售，是歷屆新海誠作品的首例。新海誠在書中後記表示，這是在劇本完成、電影製作尾聲時執筆的小說，可視為「小說版」、「電影小說化」、「何者為原作誠屬微妙」。原作小說在電影上映前便已銷售50萬本，在上映後的9月20日為止則達到102.9萬本。角川翼文庫還推出由繪製插圖、將小說內容標上振假名，適合較低年齡層讀者的版本。
《小說 你的名字》（角川文库）
| Media Factory | Media Factory          | 台灣角川       | 台灣角川               | 天闻角川、百花洲文艺出版社 | 天闻角川、百花洲文艺出版社 | 角川平方     | 角川平方               |
| 發售日期      | ISBN                   | 發售日期       | ISBN                   | 發售日期                   | ISBN                       | 發售日期     | ISBN                   |
| ------------- | ---------------------- | -------------- | ---------------------- | -------------------------- | -------------------------- | ------------ | ---------------------- |
| 2016年6月18日 | ISBN 978-4-04-102622-9 | 2016年12月15日 | ISBN 978-986-473-454-2 | 2017年1月5日               | ISBN 978-7-5500-2010-8     | 2017年2月9日 | ISBN 978-967-478-050-0 |

《你的名字》（角川翼文庫）
| 角川書店      | 角川書店               |
| 發售日期      | ISBN                   |
| ------------- | ---------------------- |
| 2016年8月15日 | ISBN 978-4-04-631641-7 |

另由負責動畫劇情協助的加納新太所撰寫、封面及內文插圖分別由田中将賀和朝日川日和所繪的外傳小說《你的名字。 Another Side：Earthbound》，內容則是以立花瀧（三葉身體）、敕使河原克彦、宮水四葉、宮水俊樹等四名不同劇中角色的視點來表現劇情。起初加納新太曾將奧寺列為外傳小說內容的人選，之後得知新海誠較偏好敕使河原克彦而作了更動。
《你的名字 Another Side：Earthbound》（角川Sneaker文庫）
| 角川書店     | 角川書店               | 台灣角川       | 台灣角川               | 天闻角川、百花洲文艺出版社 | 天闻角川、百花洲文艺出版社 | 角川平方      | 角川平方               |
| 發售日期     | ISBN                   | 發售日期       | ISBN                   | 發售日期                   | ISBN                       | 發售日期      | ISBN                   |
| ------------ | ---------------------- | -------------- | ---------------------- | -------------------------- | -------------------------- | ------------- | ---------------------- |
| 2016年8月1日 | ISBN 978-4-04-104659-3 | 2016年12月15日 | ISBN 978-986-473-456-6 | 2017年3月5日               | ISBN 978-7-5500-2110-5     | 2017年4月19日 | ISBN 978-967-478-119-4 |

### 設定集
《新海誠導演作品 你的名字。 官方美術設定》
| 冊數 | KADOKAWA      | KADOKAWA               | 台灣角川      | 台灣角川               | 天闻角川  | 天闻角川               |
| 冊數 | 發售日期      | ISBN                   | 發售日期      | ISBN                   | 發售日期  | ISBN                   |
| ---- | ------------- | ---------------------- | ------------- | ---------------------- | --------- | ---------------------- |
| 全   | 2016年8月27日 | ISBN 978-4-04-104780-4 | 2017年10月5日 | ISBN 978-986-473-728-4 | 2017年7月 | ISBN 978-986-473-728-4 |

### 分鏡集
《你的名字。官方分镜画集》
| 冊數 | KADOKAWA      | KADOKAWA               | 四川文艺出版社 | 四川文艺出版社     |
| 冊數 | 發售日期      | ISBN                   | 發售日期       | ISBN               |
| ---- | ------------- | ---------------------- | -------------- | ------------------ |
| 全   | 2017年9月13日 | ISBN 978-4-04-105884-8 | 2024年5月1日   | ISBN 9787541168482 |

### 漫畫
原作改編漫畫由琴音蘭丸（琴音らんまる）作畫；於雜誌《月刊Comic Alive》上連載。
| 冊數 | 角川書店       | 角川書店               | 尖端出版      | 尖端出版               | 天闻角川     | 天闻角川               |
| 冊數 | 發售日期       | ISBN                   | 發售日期      | ISBN                   | 發售日期     | ISBN                   |
| ---- | -------------- | ---------------------- | ------------- | ---------------------- | ------------ | ---------------------- |
| 1    | 2016年8月23日  | ISBN 978-4-04-068509-0 | 2017年4月7日  | ISBN 978-957-107-326-2 | 2020年5月1日 | ISBN 978-7-5340-8128-6 |
| 2    | 2016年12月23日 | ISBN 978-4-04-068591-5 | 2017年4月21日 | ISBN 978-957-107-374-3 | 2020年5月1日 | ISBN 978-7-5340-8128-6 |
| 3    | 2017年4月22日  | ISBN 978-4-04-069170-1 | 2017年7月18日 | ISBN 978-957-107-625-6 | 2020年5月1日 | ISBN 978-7-5340-8128-6 |

外傳小說《你的名字。 Another Side：Earthbound》的漫畫版由中村純也（中村ジュンヤ）作畫，於Cygames旗下的網路漫畫平台Cycomi上連載。
| 冊數 | Media Factory | Media Factory          | 尖端出版      | 尖端出版               |
| 冊數 | 發售日期      | ISBN                   | 發售日期      | ISBN                   |
| ---- | ------------- | ---------------------- | ------------- | ---------------------- |
| 1    | 2018年2月23日 | ISBN 978-4-04-069649-2 | 2019年1月21日 | ISBN 978-957-108-404-6 |
| 2    | 2019年7月16日 | ISBN 978-4-04-065562-8 | 2020年8月5日  | ISBN 978-957-109-025-2 |

## 美國改編
2017年9月27日，J·J·亞柏拉罕和《異星入境》的編劇艾瑞克·赫瑟勒宣布，他們將與派拉蒙影業合作，把《你的名字。》改編成美國版電影；該片由亞柏拉罕的壞機器人製片公司製作，原版電影的製片人川村元氣也會參與其中，而東寶則會負責該片在日本的發行權。亞柏拉罕負責擔任監製，劇本由赫瑟勒撰寫。2019年2月，马克·韦布簽約執導美國版。該片劇情也是男女主角互換身體，但男主角變成來自美國大城市芝加哥的年輕人，而女主角則是住在鄉下地區的美國原住民少女。2020年9月，根據Deadline Hollywood報導，韓裔美籍導演鄭李爍接手導演和編劇兩職，劇本將以艾米莉·V·戈登執筆的草案為基底。2021年7月，鄭李爍退出企劃，內幕消息指出派拉蒙影業正在洽詢替代人選。2022年10月31日，宣佈由曾經執導《尋龍使者：拉雅》的卡洛斯·羅培茲·埃斯特拉達接替鄭李爍，成為繼任編劇兼導演。

## 類似電影
- 《女男變錯身》
- 《時空叛逃者》
- 《跳躍吧！時空少女》
- 《想見你 (電視劇)》
- 《二月廿九》

## 備註
1. 臺灣前譯「你的名字是」，之后改为「你的名字」。周邊推廣，如環球音樂、OK超商，則保留加上句號。而於2024年改由車庫娛樂代理重新上映的正式片名亦有加上句號。
2. 中国大陆的电影片公映许可证、电影片（数字）技术合格证，以及国家电影资金办认可的片名均为《你的名字》，统计票房时计作“你的名字（数字）”（排次号：012101382016），因此符合中国大陆政策规定的售票系统中、电影票票面不出现句号。但除此之外不论对外宣传、正式放映仍保留句号。
3. ↑  雖經日本通耀由彩条屋影业簽約引進，但根据中国大陆的外国电影进口政策，此片由中国电影集团進口、华夏电影發行，同集團光线影业則協助推廣。
4. ↑  雖由路画影视簽約重映，但根据中国大陆的外国电影进口政策，由中国电影集团進口，并改由中国电影股份發行，路画影视則協助推廣。
5. ↑  2016年10月14日提前上映口碑場。
6. ↑  片中是在和三葉交換身體後。
7. ↑  出自《你的名字。》BD附贈的小冊子。
8. ↑  瀧於互換期間在三葉的筆記本留下等個人情報。
9. ↑  三葉與身邊其他岐阜出身的人物，說話帶有岐阜口音。三葉交換到瀧身上時，也難改與東京不同的口音習慣，這讓瀧十分困擾。
10. ↑  出自《你的名字。》BD附贈的小冊子。
11. ↑  小說版對奧寺與瀧敘舊這部分有所著墨，不但交代奧寺現況，還增加兩人在原打工餐廳用餐、奧寺告知已結婚的橋段。
12. ↑  片中罹難者名冊作畫誤植「沙耶香」，連帶影響到兩岸三地版本電影翻譯。
13. ↑  三葉父親名字，片尾演出表誤記片假名，片中及小說版、漫畫皆以平假名表記，外傳小說則設定漢字。
14. ↑  片中手機日記一瞬（含繪文字），敘事同小說版。
15. ↑  異於外傳小說「敕使河原建設」，漫畫版為「敕使河原工務店」。
16. ↑  電影版在課堂教授的詩句為「夢裏相逢人不見，若知是夢何須醒。縱然夢裏常幽會，怎比真如見一回。」，在新海誠著作小說版補充其教授另一首詩句全文：，中譯版翻為「彼方為誰 無我有問 九月露濕 待君之前」[21]。
17. ↑  僅在日本發行的合輯。
18. ↑  顯然也參考平安時代小說《真假鴛鴦譜》名稱。「取替早物語」則是日本後世考據便於表記的漢字，並非完全如其漢字表意。
19. ↑  第一為《神隱少女》的308億。
20. ↑  該排行榜係依據電影在爛番茄網站的評分高低和專業評論人數進行排行，新海誠同樣入榜的電影尚有《鈴芽之旅》（第10名）、《天氣之子》（第20名）、《雲之彼端，約定的地方》（第97名）[188]
21. ↑  總共有：《新世紀福音戰士》、《魔法公主》、《神隱少女》、《魔法少女小圆》、《冰雪奇緣》、《你的名字》。

## 延伸閱讀
- 《你的名字。》的幕后故事 - Anitama（页面存档备份，存于）

## 外部連結
- 官方网站（日語）
- 《你的名字》 - 台灣角川（页面存档备份，存于）（繁體中文）
- 你的名字。的X（前Twitter）（日語）
- 你的名字。的新浪微博（简体中文）
- 互联网电影数据库（IMDb）上《你的名字。》的资料（英文）
- 開眼電影網上《你的名字。》的資料（繁體中文）
- 时光网上《你的名字。》的資料（简体中文）
- 豆瓣电影上《你的名字。》的資料 （简体中文）
- 你的名字。在動畫新聞網百科全書中的資料（英文）（英文）
- Box Office Mojo上《你的名字。》的資料（英文）